# Refuge du Glacier Blanc
Das Refuge du Glacier Blanc ist eine Schutzhütte der Sektion Briançon des Club Alpin Français im Pelvoux, einem Teil der Dauphiné-Alpen, auf 2542 m Höhe in unmittelbarer Nähe des südlichsten und westlichsten Viertausenders der Alpen, der Barre des Écrins.

## Lage
Die auf dem Zugangsweg zum Refuge des Écrins gelegene, im Frühjahr und Sommer bewartete Hütte ist in zweieinhalb Stunden von Pré de Madame Carle, wo die von Ailefroide heranführende Straße endet, zu Fuß erreichbar.

## Geschichte
Im Jahr 1862 versuchte der britische Alpinist Francis Fox Tuckett erfolglos die Erstbesteigung der Barre des Écrins, begleitet von den Bergführern Michel Croz und Peter Perren. Sie machten unterwegs einen Halt unter einem Felsblock in den Abbrüchen des Glacier Blanc. Spätere Alpinisten gaben diesem Ort die Bezeichnung Hotel Tuckett. Nahebei wurde 1886 eine erste massive Hütte errichtet, zu deren Bau die örtlichen Bergführer 12 Tonnen Material heranbrachten.
Die Errichtung eines größeren Neubaus begann ab Mai 1942 an einer etwas höher gelegenen Stelle. Das Baumaterial wurde ab Pré de Madame Carle hinaufgetragen. Nachdem der Verlauf des Zweiten Weltkrieges die Fertigstellung verzögert hatte, erfolgte die Einweihung der neuen Schutzhütte erst am 29. August 1948.

## Aufstiege
- Montagne des Agneaux (3664 m)
- Pic de Neige Cordier (3614 m)
- Pic du Glacier d’Arsine (3364 m)
- Pointe des Cinéastes (3203 m)
- Dôme de Neige des Écrins (4015 m)
- Roche Faurio (3730 m)